# Tony Cafferky
Tony Cafferky (Dublino, ...) è uno scrittore irlandese.
Ha pubblicato il romanzo Baulox (1983), d'ambiente comico e scrittura sincopata e di derivazione multilinguistica, e i racconti Storie di identità, direttamente in traduzione italiana di Daniele Benati presso la casa editrice bergamasca "El bagatt" (1987), e Filosofia del jazz e altre storie irlandesi (1994).
Ha scritto per il teatro tre opere drammatiche: Corporation Flat, Cement e Potatoes, rappresentate al "Focus Theatre" di Dublino.
Nel 1981 gli è stato assegnato il Brendan Behan Fellowship.
Altre sue cose si trovano sulle riviste «Panta» (1988) e «Il semplice» .
Vive nel Leitrim.